# Einstein on the Beach
Einstein on the Beach est un opéra écrit et mis en musique, en 1976, par Philip Glass, mis en scène et dirigé par Robert Wilson. L'opéra contient également des textes de Christopher Knowles, Samuel M. Johnson et Lucinda Childs. Einstein on the Beach est défini par Philip Glass comme un opéra en quatre actes, pour ensemble, chœur et solistes.
Avec une durée de cinq heures, c'est le premier et le plus long opéra de Philip Glass. Étant donné la nature de la musique (lente répétition de petits éléments, évolution et changements très graduels, motifs récurrents) et la durée, Robert Wilson a voulu que l'entrée et la sortie des spectateurs soient libres.
Einstein on the Beach a été rejoint par deux autres opéras (Satyagraha en 1979 et Akhnaten en 1983) pour former une trilogie informelle. Chacun de ces opéras a pour vocation d'établir le portrait de personnages dont la vision et la puissance des idées transformera la pensée de leur temps.

## Conception et représentations
Philip Glass découvre le travail de Robert Wilson en 1973 en assistant à la représentation de The Life and Times of Joseph Stalin à la Brooklyn Academy of Music. Bob Wilson lui demande alors comment il compose : Glass prend l'exemple d'une équation mathématique et Bob Wilson pense aussitôt qu'ils travaillent de la même façon. Ils envisagent en 1973 de concevoir une œuvre commune, projet qu'ils mettent en place durant le printemps 1974 lors de nombreuses rencontres, notamment dans le restaurant japonais où ils ont l'habitude de déjeuner tous les jeudis et où Wilson commence à faire des dessins. Ils décident alors de créer un opéra d'une durée de quatre à cinq heures, basé sur un personnage de l'Histoire. Bob Wilson proposa les noms de Charlie Chaplin et de Adolf Hitler, ce que Philip Glass rejeta. Ce dernier propose quant à lui Gandhi (qui deviendra le personnage central de son second opéra Satyagraha). C'est le personnage d'Albert Einstein qui sera finalement retenu et interprété par le violoniste Paul Zukofsky, un proche de Philip Glass.
Le titre de l'œuvre originale était à l'origine Einstein on the Beach on Wall Street sans que la raison soit connue. L'écriture théâtrale de l'œuvre s'est faite à partir des dessins de Wilson après un accord sur l'agencement des thèmes, des sections et des durées décidé en commun avec Glass. Les textes notés se composent de chiffres (one, two, three,... eight, français : un à huit) répétés inlassablement en suivant l'ordre algébrique (1, 2, 3, 4), (1, 2, 3, 4, 5, 6, 7, 8), de notes de solfège (la gamme de do majeur) énoncées en français (do, ré, mi, fa, sol, la, si), ainsi que de poèmes non notés et écrits par un jeune autiste, Christopher Knowles, que Robert Wilson connut lorsqu'il était éducateur pour enfants perturbés. D'autres courts textes ont été écrits par la chorégraphe Lucinda Childs et Samuel M. Johnson. L'ensemble de ces textes ne forment pas d'intrigue particulière, telle que dans les opéras traditionnels. Ils participent à un tout, en s'entrelaçant avec la musique, l'action scénique et les éclairages. Les chanteurs sont présents en tant que tels et n'incarnent nommément aucun personnage tandis que la partie chorégraphique de Einstein fut écrite par Andy Degroat pour les mouvements d'ensemble et par Lucinda Childs quant à ses propres solos.
La première de l'opéra, interprétée par le Philip Glass Ensemble, s'est tenue lors du Festival d'Avignon, au Théâtre municipal, le 25 juillet 1976, où elle fit forte impression. L'opéra sera ensuite joué durant l'été à Hambourg, Paris, Belgrade, Venise, Bruxelles, Rotterdam et enfin, en novembre, au Metropolitan Opera de New York.
En 1988, au Staatsoper Stuttgart, Achim Freyer (qui réalisa également la première de Akhnaten à Stuttgart en 1984) proposa une version retravaillée dans un style très abstrait, et comportant de nouveaux textes. Malgré le succès en Allemagne, Glass et Wilson n'ont guère aimé cette version jugée, selon les propres termes du compositeur, « sans queue ni tête ». En 1992, une version, où participèrent Robert Wilson, Philip Glass et Lucinda Childs, fut organisée à l'université de Princeton, puis jouée en tournée à Francfort, Melbourne, Barcelone, Madrid, Tokyo, Brooklyn et Bobigny. Une nouvelle tournée mondiale d'une version montée avec d'importants moyens financiers est créée en 2012. La musique et les chœurs sont sous la direction de Michael Riesman, à la tête du Philip Glass Ensemble. L'avant-première a eu lieu en janvier 2012 à Ann Arbor aux États-Unis, et la première mondiale s'est tenue à l'opéra Berlioz du Corum de Montpellier le 16 mars 2012, suivie de représentations données en Europe, en Amérique, en Chine et en Australie.

## Distribution à la création
| Rôle           | Voix      | Distribution à la création |
| -------------- | --------- | --- |
| Chant          | Soliste   | Joan La Barbara |
| Interprétation | Récitants | Lucinda Childs Samuel M. Johnson Paul Mann Sheryl Sutton |
| Danse          |           | Ritty Ann Burchfield Frank Conversano Andy Degroat Charles Dennis Grethe Holby Jeannie Hutchins Dana Reitz David Woodberry                                                             |
| Chœur          |           | George Andoniadis Ritty Ann Burchfield Connie Beckley Frank Conversano Grethe Holby Jeannie Hutchins Mark Jacoby Richard Morrison Dana Reitz Marie Rice Ronald Roxbury David Woodberry |

## Argument
Dès le début de leur collaboration, Glass et Wilson décidèrent de ne pas apporter d'histoire linéaire à Einstein. Leur objectif était plutôt d'incorporer des symboles liés à la vie d'Einstein, au travers de la mise en scène, des personnages, des textes et de la musique. Par exemple, le premier Knee Play se compose de musique jouée à l'orgue et de nombres répétés par les récitants. Philip Glass explique qu'au départ, ces nombres étaient là simplement pour offrir un texte repère aux récitants, en attendant les textes finaux. Ils furent finalement conservés car ils symbolisaient bien les aspects mathématiques et scientifiques liés à Einstein.
Les thèmes développés font référence à la théorie de la relativité, à la théorie des champs de force unifiés, à l'arme nucléaire ou encore à la radio grandes ondes.
L'opéra se compose de neuf scènes d'environ vingt minutes séparées par des Knee Play. Cinq d'entre eux structurent l'opéra en quatre actes. Pour Philip Glass, un Knee Play est un interlude reliant deux actes et, d'une certaine façon, ressemble au genou de l'anatomie humaine (Knee = Genou). Les Knee Play jouaient également le rôle d'entractes durant lesquels la scène pouvait être réorganisée en vue du tableau suivant. Ces interludes n'en restent pas moins des pièces musicales importantes, encore jouées de nos jours, indépendamment de l'opéra tout entier.
L'exécution de l'opéra nécessite deux femmes, un homme et un enfant pour les rôles récités (dans la version de Wilson), un chœur de 16 personnes (sopranos, altos, ténors et basses) avec une importante contribution soliste du soprano et une partie plus petite pour le ténor, une flûte (doublée d'un piccolo et d'une clarinette basse), un saxophone soprano (doublé d'une flûte), un saxophone ténor (doublé d'un saxophone alto), un violon solo et deux orgues/synthétiseurs. L'orchestration était à l'origine prévue pour les cinq membres du Philip Glass Ensemble, auquel s'ajoutait un violon solo.

## Structure
- Knee 1
- Acte I
  - Scène 1: Train 1
  - Scène 2: Trial 1
    - Entrance
    - Mr. Bojangles
    - All Men Are Equal
- Knee 2
- Acte II
  - Scène 1: Dance 1
  - Scène 2: Night Train
- Knee 3
- Acte III
  - Scène 1: Trial 2/Prison
    - Prematurely Air-Conditioned Supermarket
    - Ensemble
    - I Feel the Earth Move

  - Scène 2: Dance 2
- Knee 4
- Acte IV
  - Scène 1: Building
  - Scène 2:  Bed
    - Cadenza
    - Prelude
    - Aria

  - Scène 3: Spaceship
- Knee 5

## Enregistrements
Il existe, à ce jour, deux enregistrements complets publiés en disques. Le premier date de 1979 et fut publié en quatre disques LP chez Tomato Records (devenu ensuite CBS Masterworks puis Sony). Cet enregistrement fut ramené à 160 minutes pour tenir en quatre disques (paru en 1990). De ce fait, certains passages sont fortement raccourcis. Le second enregistrement a été publié en trois CD, en 1993, chez Nonesuch Records. L'opéra dure 190 minutes. Les récitants sont les mêmes que pour le premier enregistrement, à l'exception de Samuel M. Johnson, mort entretemps et remplacé par Jasper McGruder. Le violon est tenu par Gregory Fulkerson, la soprano par Patricia Schuman. 
L'album Songs from the Trilogy, CBS Records (1989), est une compilation incluant quatre extraits de Einstein on the Beach ainsi que des extraits de Satyagraha et Akhnaten.
En octobre 2016 est sorti en DVD et Blu-Ray, la première captation vidéo qui a eu lieu lors de la reprise d'Einstein on the Beach au Théâtre du Châtelet à Paris en janvier 2014.